# Inno Nazionale della Repubblica
Inno Nazionale est l'hymne national de Saint-Marin. Adopté en 1894, il a été écrit par Federico Consolo, compositeur et violoniste.
Saint-Marin avait un hymne national qui avait des paroles officielles jusqu'en 1894, intitulé Giubilanti d'amore fraterno (« Jubilations d'amour fraternel »)[réf. nécessaire].

## Paroles
L'hymne n'a pas de paroles officiellement. Lorsqu'il est chanté, celui-ci comporte assez peu de paroles avec seulement quatre strophes.
| Italien | Transcription API | Traduction française |
| --- | --- | --- |
| 𝄆 Oh antica Repubblica Onore a te virtuosa Onore a te 𝄇 Generosa fidente, Virtuosa. Oh, Repubblica Onore e vivi eterna Con la vita E gloria d'Italia Oh antica Repubblica Onore a te. | 𝄆 [o an.ˈti.ka re.ˈpub.bli.ka] [o.ˈno.re a te vir.tu.ˈo.za] [o.ˈno.re a te] 𝄇 [d͡ʒe.ne.ˈro.za fi.ˈdɛn.te] [vir.tu.ˈo.za] [o re.ˈpub.bli.ka] [o.ˈno.re‿e ˈvi.vi‿e.ˈtɛr.na] [kon la ˈvi.ta] [e ˈɡlɔ.rja di.ˈta.lja] [o an.ˈti.ka re.ˈpub.bli.ka] [o.ˈno.re a te] | 𝄆 Ô antique République honneur à toi, vertueuse honneur à toi 𝄇 Généreuse fidélité, Ô vertueuse. Ô République, Honneur et vie éternelle, Avec la vie et la gloire de l'Italie Ô République honneur à toi. |